# Phil Dalhausser
Philip "Phil" Peter Dalhausser (Baden (Zwitserland), 26 januari 1980) is een Amerikaans voormalig beachvolleyballer. Hij werd met Todd Rogers wereldkampioen in 2007 en olympisch kampioen in 2008. In totaal nam hij deel aan vier opeenvolgende Spelen.

## Carrière

### 2003 tot en met 2012
Dalhausser begon zijn beachvolleybalcarrière in 2003 met Nick Lucena in de Amerikaanse AVP Tour. Het jaar daarop behaalde hij met Lucena zijn eerste podiumplaats in de Amerikaanse competitie en nam hij met Adam Roberts deel aan zijn eerste toernooi in de FIVB World Tour. In 2005 speelde hij gedurende het hele seizoen van de AVP met Lucena; het duo eindigde eenmaal als eerste, eenmaal als tweede en tweemaal als derde. Daarnaast kwamen ze uit op twee FIVB-toernooien. Met Todd Rogers nam hij bovendien deel aan de WK in Berlijn, waar het tweetal in de zesde herkansingsronde werd uitgeschakeld door het Zwitserse duo Sascha Heyer en Paul Laciga en als zevende eindigde.
Van 2006 tot en met 2012 vormde Dalhausser een vast duo met Rogers. Ze deden hun eerste jaar mee aan zes toernooien in de World Tour en haalden driemaal het podium met een overwinning in Klagenfurt, een tweede plaats in Zagreb en een derde plaats in Acapulco. In de AVP Tour boekte het duo acht overwinningen, een tweede plaats en vier derde plaatsen. In 2007 wonnen ze tien van de zeventien wedstrijden waar ze aan deelnamen in de AVP en eindigden ze bij de overige zeven toernooien op de tweede, derde of vierde plaats. In Gstaad werden Dalhausser en Rogers wereldkampioen door in de finale het Russische duo Dmitri Barsoek en Igor Kolodinski te verslaan. Daarnaast eindigden ze bij de overige vijf toernooien in de World Tour tweemaal op het podium.

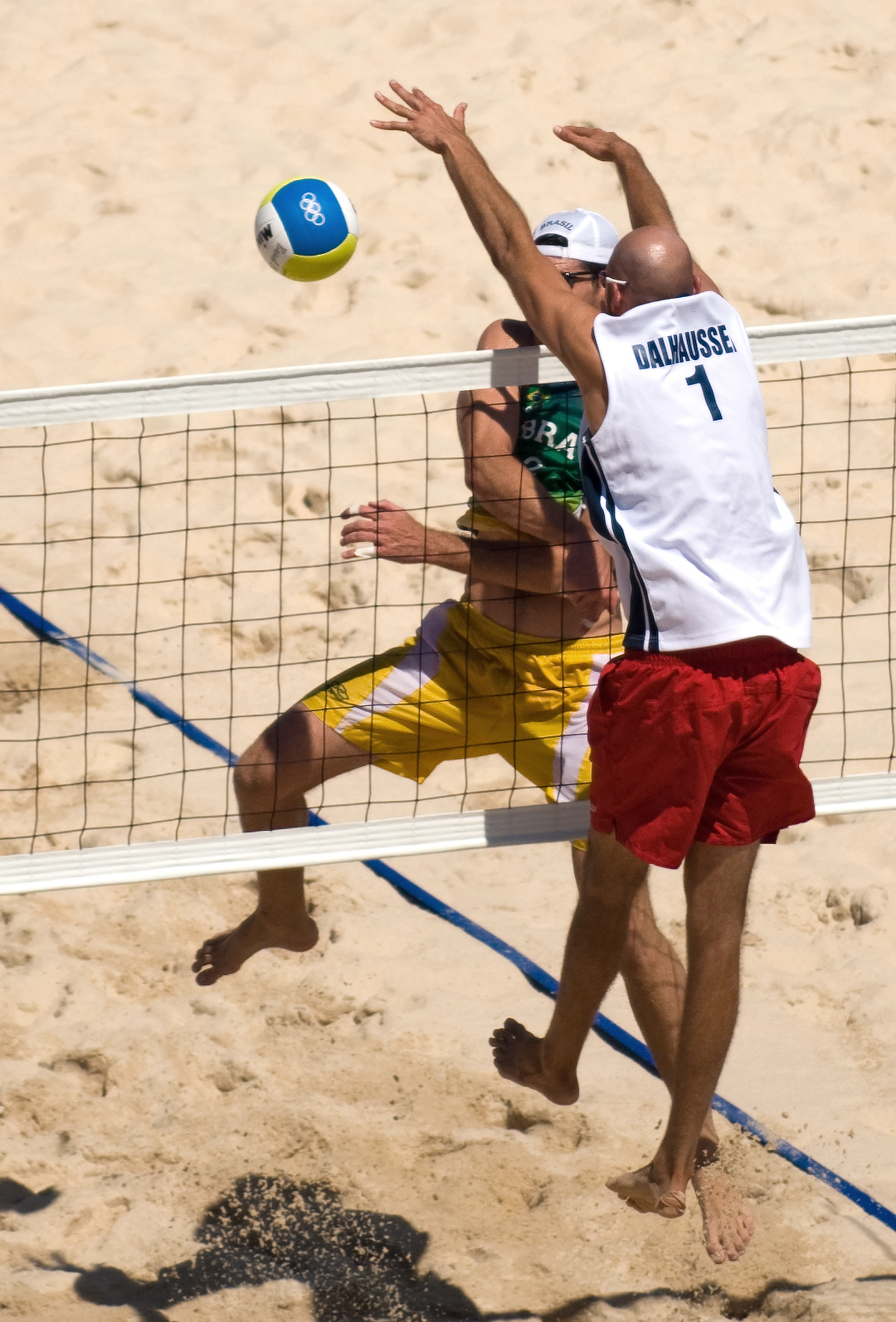
Dalhausser in actie tijdens de olympische finale in Peking (2008)

Het jaar daarop speelden Dalhausser en Rogers vijftien wedstrijden in de AVP Tour waarvan ze er elf wonnen en bij de overige vier als tweede of derde eindigden. In de World Tour werden ze opeenvolgend derde in Adelaide en Roseto degli Abruzzi, tweede in Berlijn en eerste in Parijs, Stavanger en Moskou. Bij de Olympische Spelen in Peking behaalde het duo de gouden medaille ten koste van de Brazilianen Márcio Araújo en Fábio Luiz Magalhães. In 2009 wisten Dalhausser en Rogers hun wereldtitel niet te prolongeren; bij de WK in Stavanger moesten ze genoegen nemen met het brons na de troostfinale te winnen van de Duitsers David Klemperer en Eric Koreng. Bij de vier overige toernooien in de World Tour boekten ze twee overwinningen (Marseille en Klagenfurt). In de Amerikaanse competitie won het duo negen van de vijftien toernooien en eindigde het bij vijf van de zes resterende wedstrijden op het podium.
Dalhausser en Rogers speelden in 2010 twaalf FIVB-toernooien. Ze werden negenmaal eerste (Brasilia, Rome, Mysłowice, Praag, Gstaad, Klagenfurt, Stare Jabłonki, Kristiansand en Åland), eenmaal tweede (Moskou), eenmaal derde (Stavanger) en eenmaal vierde (Shanghai). Het tweetal sloot hiermee het seizoen af als winnaar van het eindklassement van de World Tour. In de AVP Tour wonnen ze verder vijf van de zes wedstrijden waar ze aan deelnamen. Het daaropvolgende jaar begonnen ze met overwinningen in de World Tour in Brasilia en Shanghai en een tweede plaats in Praag. Vervolgens eindigden ze als vijfde in aanloop naar de WK in Rome, waar ze in de achtste finale werden uitgeschakeld door het Duitse duo Julius Brink en Jonas Reckermann. In 2012 behaalde het duo in de World Tour twee overwinningen (Brasilia en Shanghai) en twee derde plaatsen (Praag en Stare Jabłonki) in negen toernooien. Dalhausser en Rogers hadden zich als tweede geplaatst voor de Olympische Spelen in Londen, maar kwamen niet verder dan de achtste finale die ze verloren van het Italiaanse duo Daniele Lupo en Paolo Nicolai.

### 2013 tot en met 2021
Vervolgens speelde Dalhausser van 2013 tot en met begin 2015 samen met Sean Rosenthal. Het eerste seizoen boekten ze de in World Tour drie overwinningen (Fuzhou, Rome en Long Beach). Bij de WK in Stare Jabłonki eindigde het tweetal als negende, nadat het in de achtste finale werd uitgeschakeld door het Braziliaanse duo Ricardo Santos en Álvaro Morais Filho. In de Amerikaanse competitie speelden ze zeven wedstrijden met een overwinning, twee tweede en twee derde plaatsen. Bovendien eindigde Dalhausser met Casey Jennings als tweede in São Paulo. In 2014 namen Dalhausser en Rosenthal deel aan tien FIVB-toernooien waarvan ze er drie wonnen (Stavanger, Gstaad en Long Beach). In Moskou (derde) en Den Haag (tweede) haalden ze verder het podium. Daarnaast behaalden ze in de AVP Tour bij drie van de vier toernooien een podiumplaats.
Dalhausser en Rosenthal speelden in 2015 nog drie toernooien in totaal samen, voordat Dalhausser geblesseerd raakte, de WK in Nederland miste en in augustus terugkeerde met Lucena. Dalhausser en Lucena behaalden twee overwinningen en vier tweede plaatsen – waaronder de World Tour Finals in Fort Lauderdale – in zeven toernooien in de World Tour. Verder eindigden ze in 2015 in de AVP Tour driemaal op het podium. Het jaar daarop speelde het duo vier wedstrijden met twee overwinningen in de Amerikaanse competitie. In de World Tour namen ze deel aan elf toernooien. Ze boekten drie overwinningen (Maceio, Fuzhou en Hamburg), werden tweemaal tweede (Gstaad en Long Beach) en eenmaal derde (Cincinnati). Bij de Olympische Spelen in Rio de Janeiro eindigden Dalhausser en Lucena als vijfde nadat ze de kwartfinale verloren van de latere olympisch kampioenen Alison Cerutti en Bruno Oscar Schmidt.

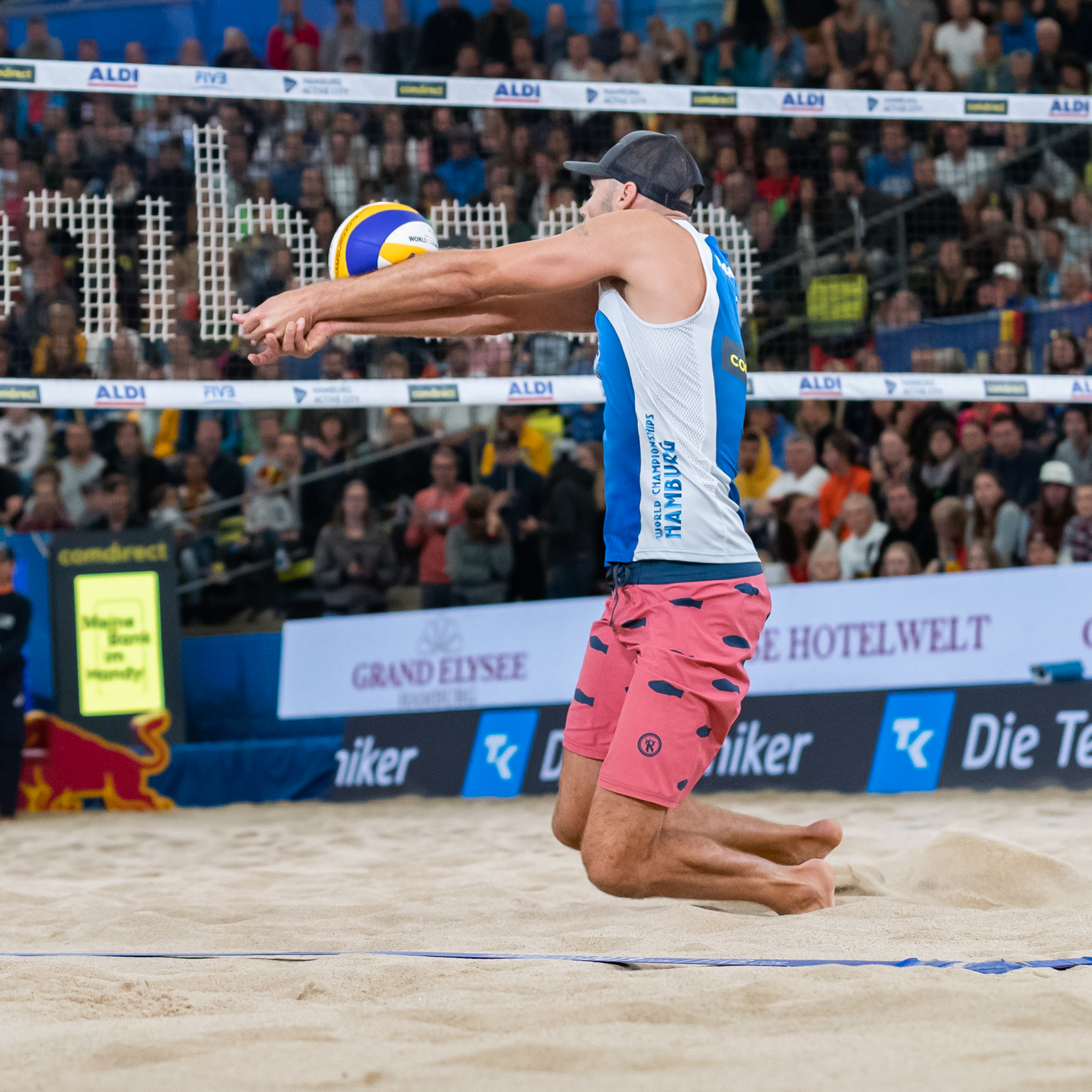
Dalhausser in actie tijdens de WK in Hamburg (2019)

In 2017 deed het tweetal mee aan zes wedstrijden in de Amerikaanse competitie waarvan ze er drie wonnen. In de World Tour behaalden ze in aanloop naar de WK in Wenen overwinningen in Moskou en Gstaad en een derde plaats in Fort Lauderdale. Bij de WK werden Dalhausser en Lucena in de kwartfinale uitgeschakeld door het Russische duo Vjatsjeslav Krasilnikov en Nikita Ljamin. Aan het einde van het seizoen won het tweetal bovendien de World Tour Finals in Hamburg. Het daaropvolgende jaar speelden ze vijf toernooien in de World Tour met een overwinning in Fort Lauderdale. In de AVP Tour wonnen Dalhausser en Lucena drie van de zes wedstrijden waar ze aan deelnamen. In 2019 speelde het duo in aanloop naar de WK vier wedstrijden in de World Tour met een tweede plaats in Doha als beste resultaat. Bij de WK in Hamburg bereikten ze de kwartfinale die verloren werd van het Duitse tweetal Julius Thole en Clemens Wickler. In het vervolg van het internationale seizoen namen ze deel aan vijf toernooien met onder meer een vierde plaats in Wenen en een zeventiende plaats bij de Finals in Rome als resultaat. In de binnenlandse competitie deden ze verder mee aan zes toernooien en behaalden ze een overwinning.
Het jaar daarop behaalden Dalhausser en Lucena in de World Tour een vijfde plaats in Doha. Bij de AVP Tour namen ze deel aan drie wedstrijden in Long Beach waarbij ze tweemaal als eerste en eenmaal als tweede eindigden. In 2021 speelde het duo in aanloop naar de Spelen zes internationale wedstrijden – waarvan drie in Cancun – met een derde plaats in Cancun en een vierde plaats in Qatar als beste resultaat. Bij het olympisch beachvolleybaltoernooi in Tokio bereikten Dalhausser en Lucena de achtste finale waar ze werden uitgeschakeld door de Qatarezen Cherif Younousse en Ahmed Tijan. Na afloop van de Spelen beëindigde Dalhausser zijn beachvolleybalcarrière.

## Palmares
Kampioenschappen
- 2005: 7e WK
- 2007:  WK
- 2008:  OS
- 2009:  WK
- 2011: 9e WK
- 2012: 9e OS
- 2013: 9e WK
- 2016: 5e OS
- 2017: 5e WK
- 2017: 5e WK
- 2019: 5e WK
- 2021: 9e OS

FIVB World Tour
- 2006:  Zagreb Open
- 2006:  Grand Slam Klagenfurt
- 2006:  Acapulco Open
- 2007:  Grand Slam Berlijn
- 2007:  Fortaleza Open
- 2008:  Adelaide Open
- 2008:  Roseto degli Abruzzi Open
- 2008:  Grand Slam Berlijn
- 2008:  Grand Slam Parijs
- 2008:  Grand Slam Stavanger
- 2008:  Grand Slam Moskou
- 2009:  Grand Slam Marseille
- 2009:  Grand Slam Klagenfurt

- 2010:  Brasilia Open
- 2010:  Grand Slam Rome
- 2010:  Mysłowice Open
- 2010:  Grand Slam Moskou
- 2010:  Praag Open
- 2010:  Grand Slam Stavanger
- 2010:  Grand Slam Gstaad
- 2010:  Grand Slam Klagenfurt
- 2010:  Grand Slam Stare Jabłonki
- 2010:  Kristiansand Open
- 2010:  Åland Open
- 2010:  FIVB World Tour
- 2011:  Brasilia Open
- 2011:  Shanghai Open
- 2011:  Praag Open
- 2011:  Grand Slam Gstaad
- 2011:  Grand Slam Moskou
- 2011:  Québec Open
- 2011:  Grand Slam Stare Jabłonki
- 2011:  Grand Slam Klagenfurt
- 2011:  Åland Open
- 2012:  Brasilia Open
- 2012:  Shanghai Open
- 2012:  Praag Open
- 2012:  Grand Slam Stare Jabłonki
- 2013:  Fuzhou Open
- 2013:  Grand Slam Rome

- 2013:  Grand Slam Long Beach
- 2013:  Grand Slam São Paulo
- 2014:  Grand Slam Moskou
- 2014:  Grand Slam Stavanger
- 2014:  Grand Slam Gstaad
- 2014:  Grand Slam Den Haag
- 2014:  Grand Slam Long Beach
- 2015:  Grand Slam Long Beach
- 2015:  Sotsji Open
- 2015:  Xiamen Open
- 2015:  World Tour Finals Fort Lauderdale
- 2015:  Puerto Vallarta Open
- 2015:  Qatar Open
- 2016:  Maceio Open
- 2016:  Fuzhou Open
- 2016:  Cincinnati Open
- 2016:  Hamburg Major
- 2016:  Gstaad Major
- 2016:  Grand Slam Long Beach
- 2017:  5* Fort Lauderdale
- 2017:  3* Moskou
- 2017:  5* Gstaad
- 2017:  World Tour Finals Hamburg
- 2018:  5* Fort Lauderdale
- 2019:  4* Doha
- 2021:  4* Cancun

## Persoonlijk
Dalhausser is geboren in Zwitserland als zoon van een Zwitserse moeder en een Duitse vader, maar hij groeide op in Ormond Beach in de Verenigde Staten. Hij ging naar de high school in Daytona Beach waar hij in eerste instantie tennis en honkbal beoefende en uiteindelijk in zijn laatste jaar met volleybal begon. Dalhausser behaalde aan de University of Central Florida zijn diploma in de bedrijfseconomie. Sinds 2011 is hij getrouwd met Jennifer Coral, een voormalig beachvolleyballer uit de AVP Tour.